# Den store gamle mands afgang
Den store gamle mands afgang (russisk: Уход великого старца, translit.: Ukhod velikogo startsa) er en russisk stumfilm fra 1912 om den sidste periode i Lev Tolstojs liv. Filmen er instrueret af Jakov Protasanov og Elizaveta Timan. Blandt de medvirkende er Olga Petrova, der med filmen havde sin debut som filmskuespillerinde.
I filmen indgår dokumentariske optagelser af Lev Tolstoj i dennes sidste dage.
Filmen blev ikke udgivet i Rusland efter protester fra Tolstojs familie og nærtstående, og filmen blev derfor kun vist i udlandet.

## Handling
Lev Tolstoj (spillet af Vladimir Sjaternikov) er i den sidste periode af sit liv splittet mellem sin overbevisning, ifølge hvilken han og hans familie skal opgive ejendom, og sin kærlighed til sin kone Sofia Andrejevna (spillet af Olga Petrova), som kræver, at greven ikke fratager familien deres underhold.
Flere scener illustrerer dette dilemma og Tolstojs kvaler hermed. Bønderne kommer til Tolstoj med en anmodning om at give dem den jord, de lejer, og Tolstoj fortæller dem, at intet på godset ikke ejes af ham, men af hans kone. De beder ham om at overføre den næste leje fra dem til grevinden. Da Tolstoj modtager pengene, hører han bønderne sige: "Når de beder om indrømmelser, er det ikke ejeren, men når de giver penge, tager de..."
Forholdet mellem Lev Tolstoj og Sofia Andrejevna blev mere og mere anspændt. Tolstoj udarbejder i hemmelighed et testamente underskriver det i overværelse af Tjertkov (spillet Mikhail Tamarov) og andre vidner i skoven. I sit testamente gav han afkald på rettighederne til sine værker og overlod deres udgivelse til Tjertkov. Senere, i hjemmet, giver han Tjertkov sit nye manuskript. I dette øjeblik kommer Sofia Andrejevna ind, bemærker manuskriptet og forsøger at tage det ud af Tjertkovs hænder.
Herefter følger en episode, hvor en bondeenke beder Tolstoj om tilladelse til at sanke brænde i skoven. Tolstoj tillader det, men i skoven bliver enken bemærket af en tjener, der er hyret af Sofia Andrejevna til at bevogte godset. Han pisker kvinden og bringer hende til grevens gårdsplads. Tolstoj befrier hende og forsøger sammen med sin datter Sasja (Elizaveta Timan) at lindre hendes lidelser.
Tolstoj ser ingen vej ud af denne situation, han forsøger at begå selvmord, forbereder en løkke og skriver et selvmordsbrev. Hans søster, nonnen Maria Nikolajevna Tolstaja, viser sig dog for ham i et syn, og hun trygler ham til ikke at tage synd på sin sjæl. Da Sasja kommer ind på sin fars kontor, ser hun en løkke og indser, at hendes far er på randen af selvmord. Med hendes støtte beslutter Tolstoj at forlade godset og går, ledsaget af sin læge.
Da Sofia Andrejevna hører om sin mands afgang og læser hans afskedsbrev, fortvivles hun og forsøger at drukne sig selv (i mellemteksten hedder episoden "foregiver selvmord").
Tolstoj kommer til Sjamordinskij-klosteret til Maria Nikolajevna, til hvem han fortæller, hvordan han underviste bondebørn, lavede støvler, forsøgte at leve et simpelt liv på landet, at det ville være bedre for ham at arbejde et sted i en hytte og ikke på en ejendom. Sasja ankommer, Tolstoj fortsætter med hende.
Den 31. oktober 1910 steg han, alvorligt syg, af toget på Astapovo-stationen og fandt husly hos stationsforstanderen. Tolstojs sidste minutter i nærværelse af sin datter, lægen, Chertkov og Sofia Andrejevna. Herefter klippes til dokumentariske optagelser af Leo Tolstoj på sit dødsleje.
Filmen slutter med en metaforisk scene: Kristus i himlen tager Tolstoj i sine arme. Slutscene er foretaget med dobbelteksponering for at skabe effekten af en "vision", hvilket er første gang teknikken med dobbelteksponering er benyttet i russisk film.

## Medvirkende
- Olga Petrova som Sofja Andrejevna Tolstaja
- Vladimir Sjaternikov som Lev Tolstoj
- Lev Tolstoj
- Mikhail Tamarov som Vladimir Tjertkov
- Jelizaveta Thiman som Aleksandra Lvovna Tolstaja

## Modtagelse
Lev Tolstojs familie og bekendte reagerede skarpt imod filmen og truede med at sagsøge skaberne af filmen, der som følge heraf ikke blev vist i Rusland.
Pressen var også kritisk:
| Citat | Scener, der er helt usandsynlige, gengives, og dem, der er plausible, præsenteres i de fleste tilfælde i et vildt og bedragerisk lys. G. S. A. Tolstaja, V. G. Tjertkov og andre personer tæt på Leo Tolstoj blev gengivet på skærmen i karikerede og offensive stillinger. | Citat |
|       | |       |

— "I Jasnaja Poljana." — "Russkoe Slovo", nr. 225 af 4. november 1912, s. 7.
| Citat | Desværre må vi indrømme, at de rygter, der cirkulerer i byen om den skandaløse vanhelligelse af min afdøde fars navn, er den reneste sandhed. Jeg så med mine egne øjne hele dette grimme billede fra start til slut og gjorde naturligvis alt for at sikre, at det ikke så dagens lys. Filmen vil ikke blive vist i Rusland. Det kan jeg sige med tillid. | Citat |
|       | |       |

— Lev Tolstojs søn Grev L. L. Tolstoj i
"Petersburg Listok", nr. 308 af 12. november 1912, s. 4
Er det faktisk muligt, at filmens ideal og den højeste spænding i dens interesser ligger i at vise, hvordan Lev Nikolajevitj forbereder en løkke af et håndklæde, hægter den på en krog og (vi skammer os over at skrive dette!) stikker hovedet ind i denne løkke, eller hvordan Sofya Andrejevna løber til dammen med den hensigt at drukne sig selv og derefter falder til jorden med rystende ben? Er det muligt, at kreativiteten til lærredet består i at skildre en bevidst falsk scene med Sofia Andrejevnas møde med den døende Lev Nikolajevitj, der velsigner og kysser hende, og for at udføre en sådan scene med den værste "filmiske" tone, klæde skuespilleren ud som en stor forfatter og lime en anden næse lavet af tyggegummipuds på sin egen næse for stor lighed? Det er netop fordi vores magasin altid forsøger at tjene ideen, og ikke filmkunstens snævre kommercielle "interesser", at det ellers ikke kunne reagere på fænomener som de "fyrre tusinde" film.
— Vestnik kinematografii, 1912, nr. 54, s. 3-4.